# Zarrentin am Schaalsee
Zarrentin am Schaalsee é um município da Alemanha, situado no distrito de Ludwigslust-Parchim, no estado de Mecklemburgo-Pomerânia Ocidental. Tem 91,89 km² de área, e sua população em 2019 foi estimada em 5.228 habitantes.